# Quern

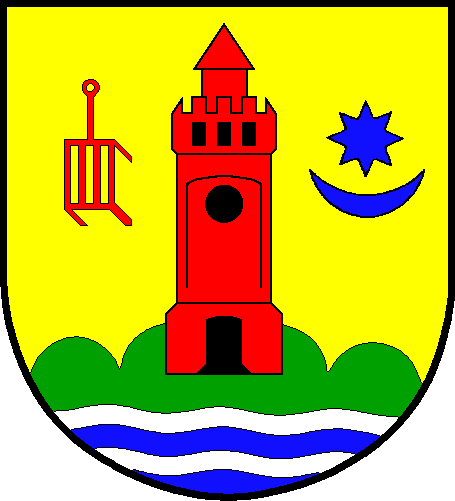
Wappen der ehemaligen Gemeinde

Quern (dänisch: Kværn) war eine Gemeinde auf der Halbinsel Angeln im Kreis Schleswig-Flensburg in Schleswig-Holstein die 2013 nach Steinbergkirche eingemeindet wurde.

## Ehemalige Ortsteile
Das ehemalige Gemeindegebiet mit den Ortsteilen und Wohnplätzen Elkier (Ellekær), Friedrichstal (Frederiksdal), Fuchsgraben (Rævegrav), Gräfsholz (Grøftsholt), Groß-Quern, Hattlundmoor (Hatlundmose), Kalleby, Kleinquern (Lille Kværn), Mühlendamm (Mølledam), Neukirchen (Nykirke), Nübel (Nybøl), Nübelfeld (Nybølmark), Nübelmoor, Philipsthal, Quern-Dingholz (Kværn Tingskov), Quernholz (Kværnholt), Rodeheck (Rødeled), Roikier (Røjkær), Scheersberg (Skærsbjerg), Schiol (Skjold), Tiefengruft (Dybgrav) und Wolfsbrück (Ulvsbro) gehört seit 2013 zur Gemeinde Steinbergkirche.

## Geschichte

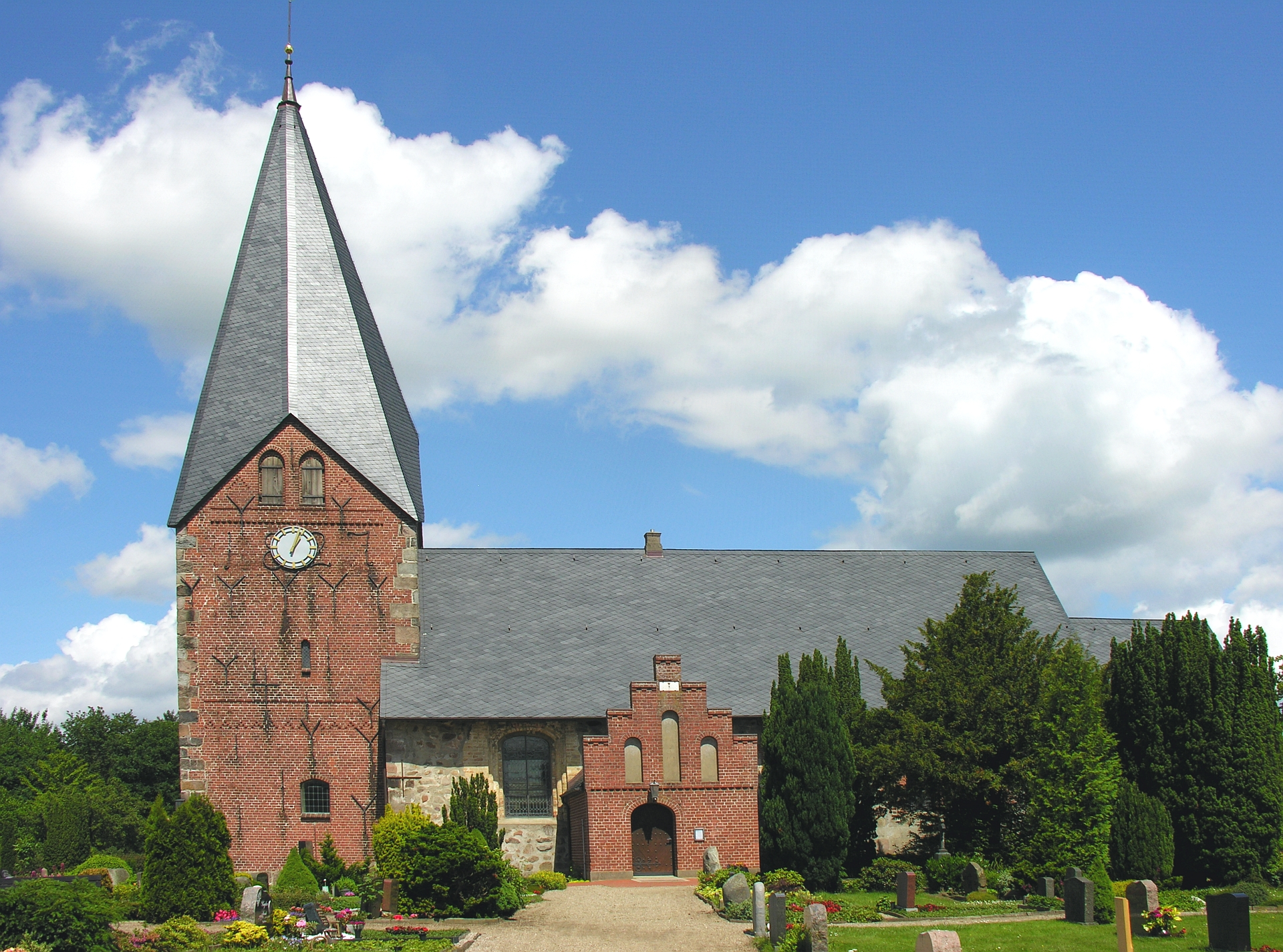
Die St.-Nikolai-Kirche zu Quern (2012)

Grabhügel weisen eine Besiedlung schon in der Jungsteinzeit hin. Der Ortsname „Quern“ leitet sich vom dänischen „kværn“ beziehungsweise dem niederdeutschen „Quarn“, Mühle oder Handmühle ab. Ursprünglich existierte wohl eine Wassermühle an der im Gemeindegebiet befindlichen Querner Au (beziehungsweise Quernau). Die heute erhaltene Windmühle im Ortsteil Nübelfeld stammt aus dem 19. Jahrhundert. Die romanische St.-Nicolai-Kirche im Ortsteil Groß-Quern stammt aus der Zeit um 1200. In verschiedenen Chroniken wird das Jahr 1389 als Entstehungsjahr oder Erstbelegjahr des Dorfes genannt. Die aber wohl erste urkundliche Namensnennung von „Qwerne“ erfolgte erst 1411, als der Herzog von Lauenburg der dänischen Königin Margarethe I. unter anderem das Kirchspiel Quern verpfändete. Im 15. Jahrhundert entstand offenbar das Tochterdorf Kleinquern. Das Urdorf Quern erhielt in der Folge, im Laufe der Zeit, den neuen Namen Groß-Quern.
Im Ortsteil Nübel befinden sich die Überreste einer Motte die Burg Nübel, welche erstmals im 15. Jahrhundert Erwähnung fand. Anfang des 16. Jahrhunderts stritten sich Quern und Steinberg um die Halbinsel Habernis, die offenbar erst spät besiedelt wurde. Der Ortsteil Neukirchen entstand, weil Johann der Jüngere hier in Konkurrenz zu Flensburg einen Ostseehafen anlegen wollte. Die Kirche Neukirchen wurde 1621 als eines der ersten Gebäude des neu angelegten Dorfes Neukirchen errichtet.
Im Jahre 1970 wurden die Gemeinden Kalleby, Roikier, Nübel und Neukirchen nach Quern eingemeindet. Zum 1. März 2013 wurde die bis dahin selbständige Gemeinde Quern in die Gemeinde Steinbergkirche eingegliedert.

## Wappen
Blasonierung: „Über blau-silbernen Wellen auf grünem Dreiberg stehend in Gold ein roter Turm mit geöffnetem Tor im breiteren Sockel, großem runden Fenster im schlankeren hohen Mittelgeschoss und drei Fenstern im breiteren, bezinnten Obergeschoss; auf diesem ein spitz bedachtes Türmchen, zwischen einem mit dem Griff nach oben gestellten roten Rost rechts und einem steigenden blauen Mond unter einem achtstrahligen blauen Stern links.“
Der rote Turm auf dem grünen Dreiberg stellt den 1900 bis 1903 errichteten Bismarckturm auf dem Scheersberg dar, der Rost erinnert an den heiligen Laurentius von Rom und damit an die Zugehörigkeit der früher selbständigen Gemeinde Neukirchen zur Munkbrarupharde, Mond und Stern symbolisieren die Zugehörigkeit von Quern zur ehemaligen Nieharde.

## Kultur und Sehenswürdigkeiten

### Alte Seebrücke Quern
Etwa 1975 wurde ein Anleger errichtet, von dem aus Tagesausflüge in die dänische Südsee, nach Sønderborg und  Ærø angeboten wurden – inklusive zollfreien Einkauf, Butterfahrten genannt. Mit dem Wegfall der Zollvorteile sank die Attraktivität, die Verbindungen wurden eingestellt. Seit 1995 ist die Steganlage dem Verfall preisgegeben: Die massiven Edelhölzer des Stegs erinnern bis heute an diese touristische Attraktion.

### Kulturdenkmale
In der Liste der Kulturdenkmale in Steinbergkirche stehen die in der Denkmalliste des Landes Schleswig-Holstein eingetragenen Kulturdenkmale. In dieser Liste sind auch die Kulturdenkmale von Quern enthalten.
Die wichtigsten Sehenswürdigkeiten von Quern sind dabei:
- Großsteingrab Philippstal (nicht erhalten)
- Scheersberg: Der 70 Meter hohe Scheersberg ist die höchste Erhebung in Angeln. Auf dem Scheersberg stehen der Bismarckturm von 1903, in dem Kunstausstellungen stattfinden, sowie der Internationale Jugendhof Scheersberg. Träger dieser Bildungseinrichtung ist der Deutsche Grenzverein.
- Die erwähnte Kirche St-Nikolai in Groß-Quern. Die Kirche aus der Zeit um 1200 stammt, zeichnet sich besonders durch ihre ungewöhnliche Größe aus. Die höchstgelegene Kirche von Angeln ist Nikolaus von Myra geweiht.[13]
- Windmühle „Hoffnung“ in Nübelfeld. Eine reetgedeckte und funktionstüchtige Erdholländer aus dem Jahre 1841.

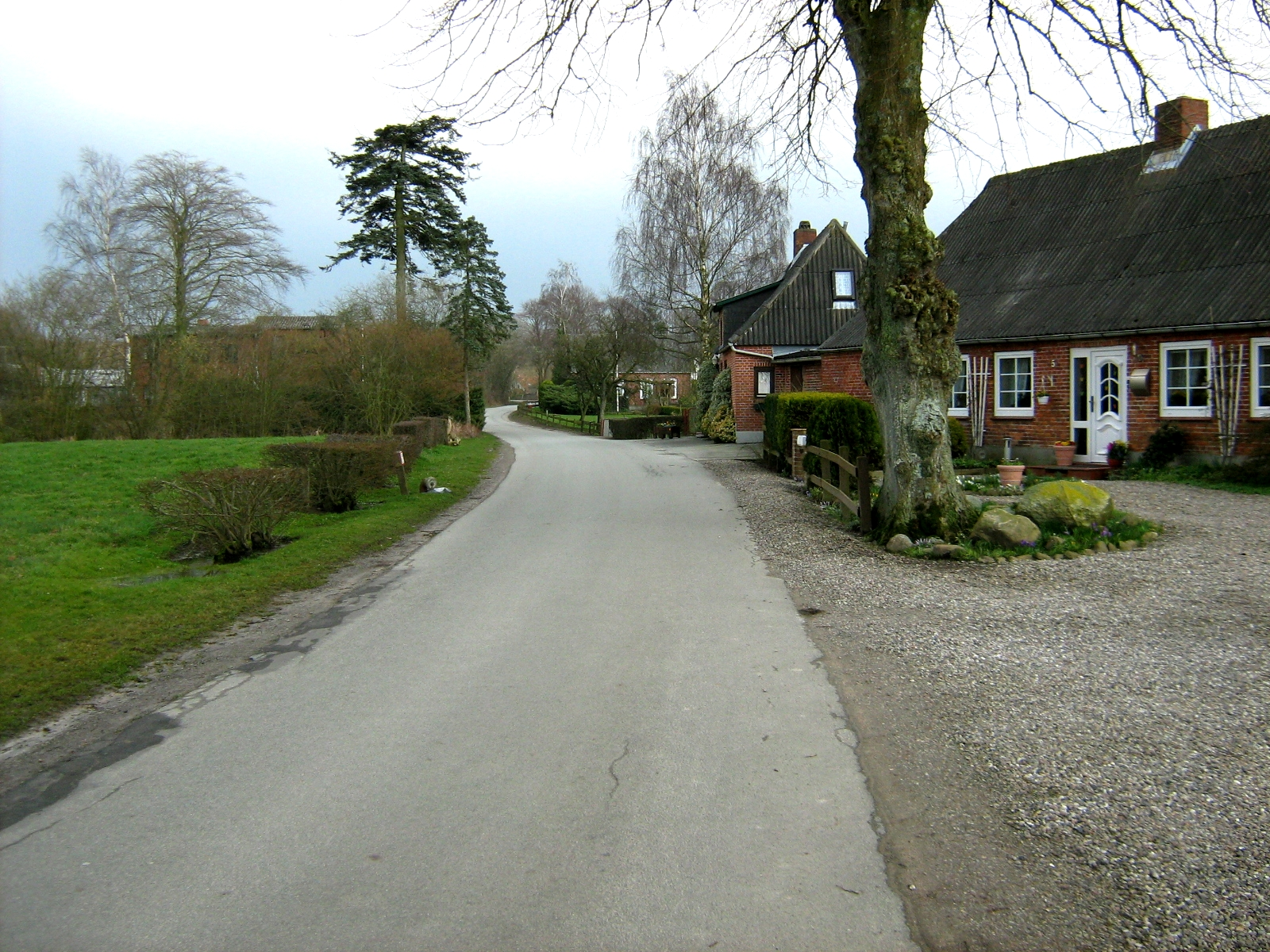
Häuser in Hattlundmoor
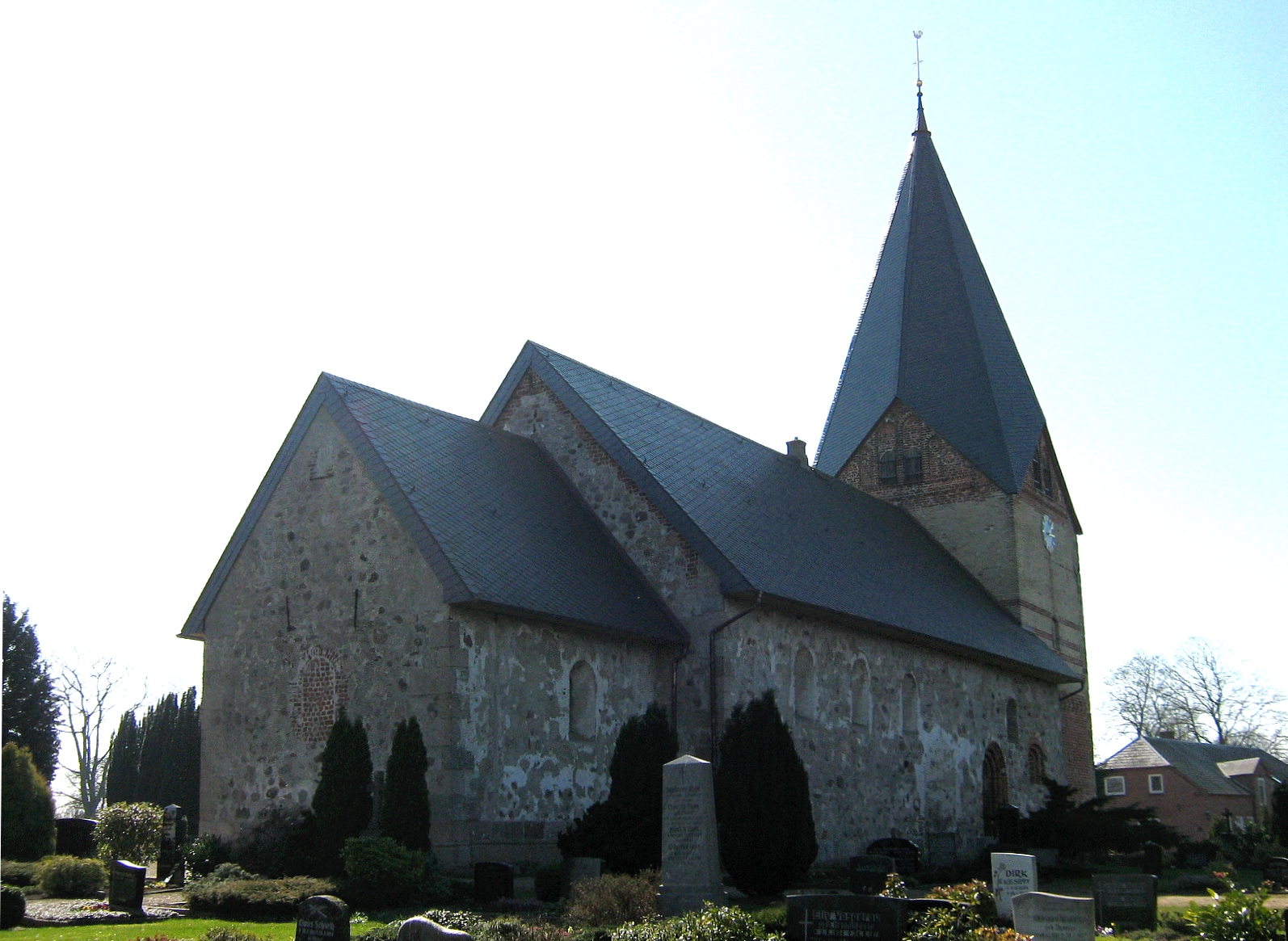
St.-Nicolai-Kirche in Groß-Quern
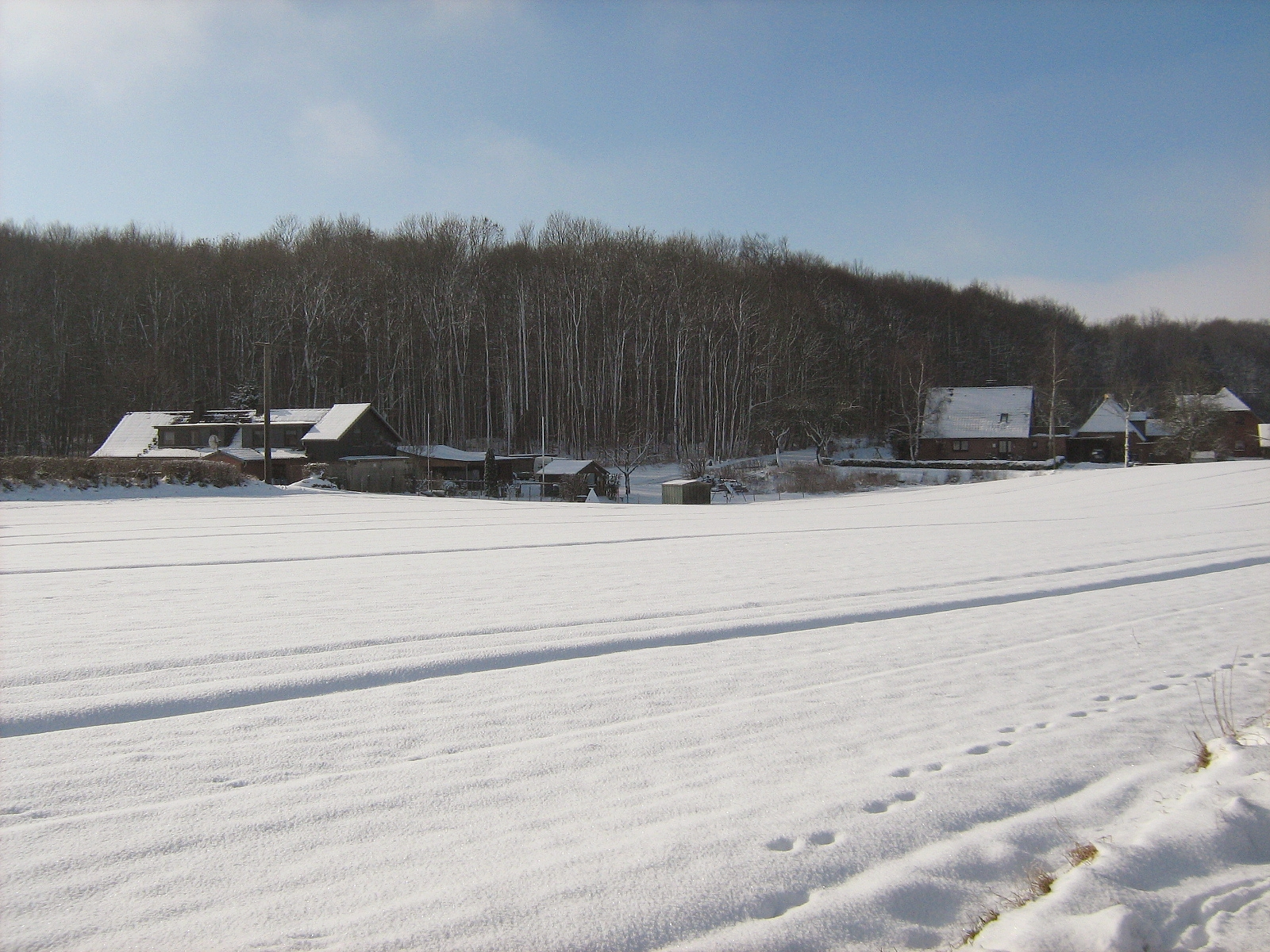
Das winterliche Quernholz
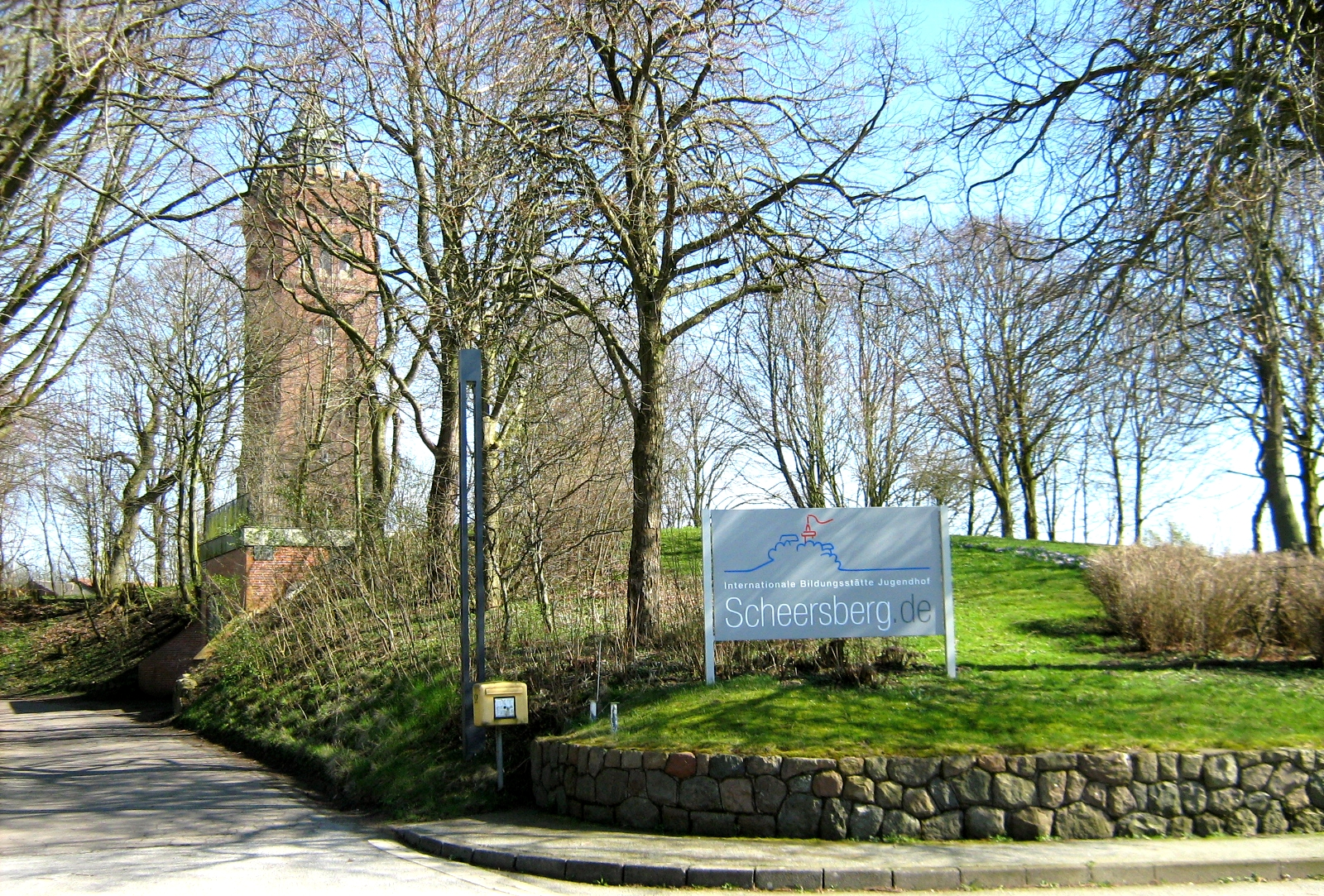
Der Bismarckturm auf dem Scheersberg
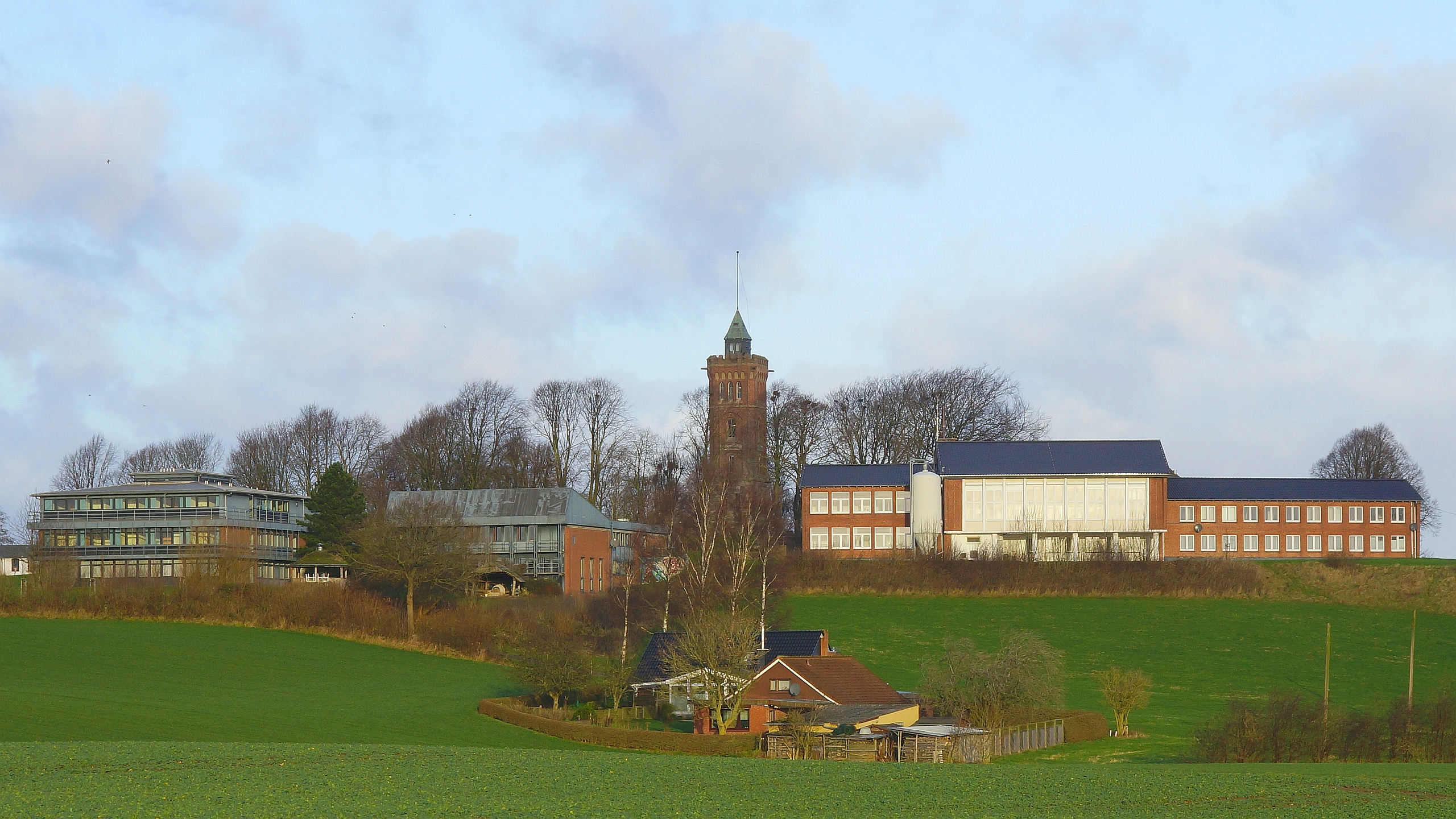
Internationale Bildungsstätte Jugendhof Scheersberg sowie Bismarckturm; ehemals Ortsteil von Quern, inzwischen von Steinbergkirche
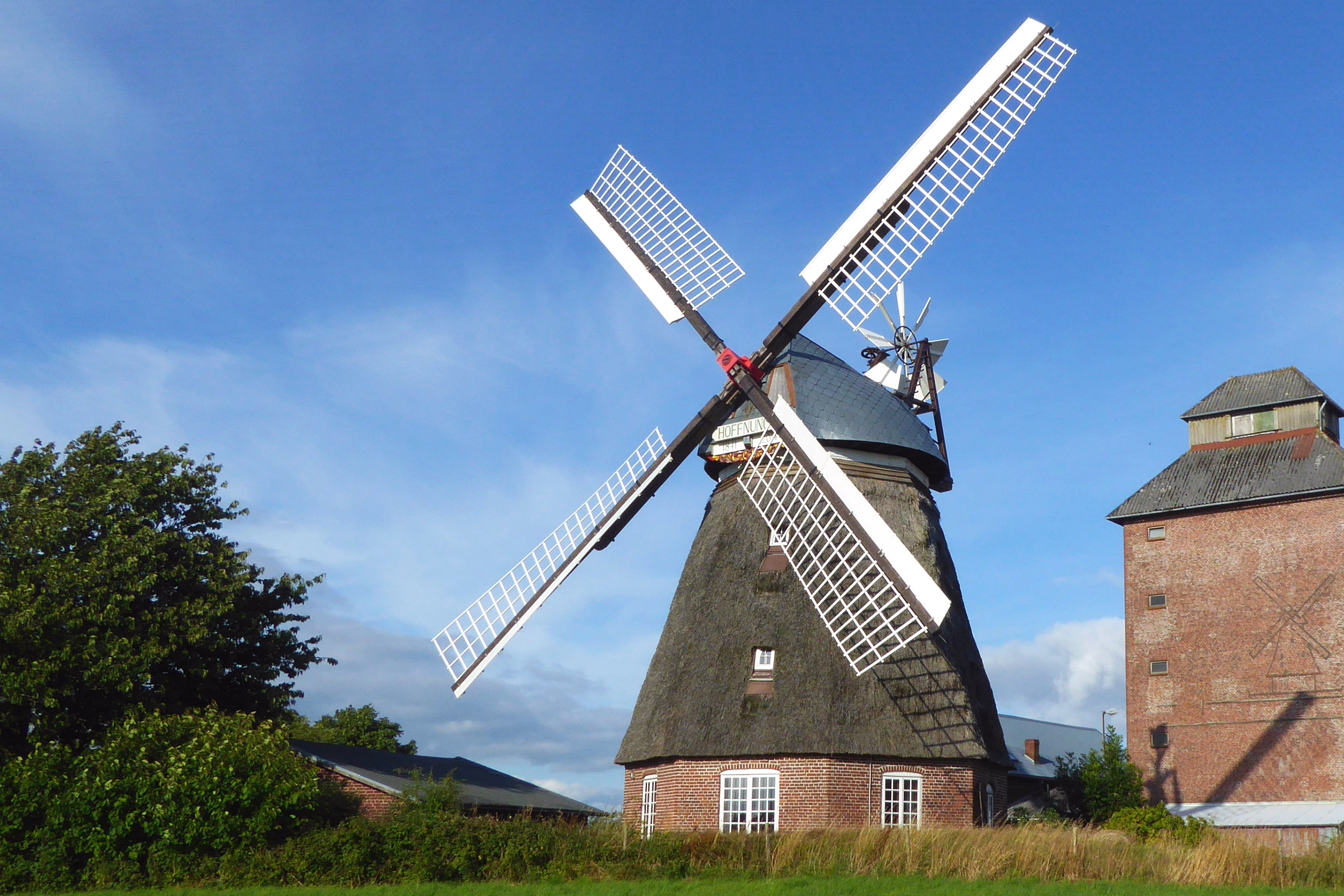
Windmühle „Hoffnung“ (Erdholländermühle) von 1841 in Nübelfeld